# Kittery, Maine
Kittery, Maine  je naseljeno mesto brez administrativnega statusa v ameriški zvezni državi Maine.

## Demografija
Po popisu iz leta 2010  število prebivalcev je 4.562, kar je 322 (-6,6 %) prebivalcev manj kot leta 2000. leta.